# 労働基本権
労働基本権（ろうどうきほんけん）とは、労働者がその労働に関して持つ権利のことであり、特に雇用者に対し労働条件・労働環境の促進または維持を求める行為に係る基本権をいう。

## 概要
権利の具体的な内容については、自主的に労働することを妨害されない権利、労働組合を作り加入する権利、労働組合加入を強制されない権利、雇用者と団体交渉を行う権利、合法的に争議を行う権利などであるが、実際にどのような権利が保障されるかは国・地域によって様々である。また、労働基本権を認めない国、著しく制限している国もある。
労働基本権保障の根拠も国・地域によって異なり、成文憲法で保障する国（日本など）もあれば、立法や判例の積み重ねで認める国もある。また、保障範囲も国・地域によって異なる。たとえば、国家公務員の団体交渉権について、ドイツは広く保障し、日本は現業職員に限り認めるとしている。
国際法規としては、経済的、社会的及び文化的権利に関する国際規約（国際人権規約A規約）の第6条ないし第8条に労働に関する権利が規定されている。

## 日本における労働基本権
日本において、労働基本権は賃金労働者に対して憲法上認められている基本的権利である。
日本国憲法は、第27条および第28条で規定しており、ここに保障された権利は、すべての国民に保障された権利とは異なり、賃金労働者という社会的地位にある者に対して特別に保障された権利であり、労働基本権と呼ばれる。
とくに第28条で示された、団結権、団体交渉権、団体行動権は、併せて労働三権と呼ばれる。団結権は、勤労者が使用者と対等の立場に立って、労働条件などについて交渉するために労働組合をつくる権利、また労働組合に加入する権利を指す。団体交渉権は、使用者と交渉し、協約をむすぶ権利である。団体行動権は、団体交渉において使用者に要求を認めさせるため、団結して就労を放棄する、つまりストライキを行う権利である。
また第28条は、労働者の権利行使に対する刑事免責と民事免責を含むと解されている。すなわち、労働者の団結・団体交渉・団体行動に対して、刑事罰からの自由という自由権的側面と、不法行為・債務不履行など民事上の責任に問われないという社会権的側面を保障したものである。民事免責（司法権力が介入）と刑事免責は公権力からの自由であるが、公権力の介入しない純粋に私人間による労働基本権の侵害（解雇・懲戒等）からの自由も想定されている。
これら労働三権を具体的に保障するため、労働基準法、労働組合法、労働関係調整法のいわゆる労働三法が制定されている。労働基本権は、憲法でうたわれている権利の中でも、社会権あるいは生存権的基本権と呼ばれる権利として分類される。

## 日本の公務員の労働基本権
日本において、全ての公務員は団体行動を行う権利は認められていない。しかし、日本国憲法第18条に規定される身体的自由権は当然に保証されるから、この自由権について伝播性の大きい統括的な事項については、政策等の指揮命令関係とその合理性に則り、職務の実行およびその具体的方法に関しての申入れと合意の権利は留保されている。

### 沿革

#### 戦前
第二次世界大戦終戦前の大日本帝国憲法の下においては、法により認められた労働者の権利というものは存在せず、労働運動に対しては弾圧的な政策が採られていた。官公吏については、例えば官吏は国家に対して忠実に無定量の勤務に服するものと観念されるなど、それに労働基本権なるものを付与するという発想そのものが制度上存在しなかった。

#### 終戦 - 労働組合法等の成立
終戦後に、GHQによる占領政策として日本の非軍国主義化・民主化が図られ、1945年（昭和20年）10月15日に治安維持法が廃止される等、従来労働運動を弾圧していた法律が廃止された。占領開始当初のこのような労働運動奨励政策により、敗戦後の混乱の中で労働運動が活発化し、これが体制の崩壊を引き起こす恐れもあったことから、この時期労働関係法の制定が急がれた。
1945年9月に内閣に提出された厚生省の報告書に基づき、同年10月に労務法制審議委員会が設置され、戦前から検討が進められていた労働関係法が日本側の主導により成立を見ることとなった。すなわち、同年12月21日に（旧）労働組合法が制定され（施行は1946年3月1日）労働者の団結権、団体交渉権及び争議権が認められるに至り、官公吏については、警察・消防・監獄の職員を除き、その他の官公吏はすべて同法の適用を受けることとなったのである。
次いで労働関係調整法が、今度はGHQの主導により1946年9月27日に公布・同年10月13日から施行された。同法施行により非現業の公務員については争議行為が明文の規定で以って禁止されることとなった。非現業公務員の争議権は7ヶ月余りに終わったものの、現業公務員には争議権が認められた。

#### 二・一スト中止 - フーバー勧告
その後、労働運動は激化を極め、危機感を強めたGHQは1947年2月1日に予定されていた国鉄を含むゼネラル・ストライキ（二・一ゼネスト）を占領軍の武力を背景とした強権発動により中止させる等、その労働政策を転換する至った。
1946年11月に日本政府の招聘により来日したブレイン・フーバー（Blaine Hoover）を団長とする対日合衆国人事行政顧問団（通称フーバーミッション）が5ヶ月にわたり調査を行い、1947年6月11日、片山哲内閣総理大臣に公務員制度についての勧告を提出した。その中で、日本の公務員制度の欠陥として次の点が指摘された。
- 標準化された公平で民主的な任用制度を欠いていること。
- 人事行政の一元化と統一的な基準を欠いていること。
- 職員の規律の欠如。いくつかの省では数千の職員が勤務時間を組合活動に充て、公務に必要なスペースを占拠し、業務活動を混乱させていること。
- 上司が部下に威圧されていること。
- 無秩序、反抗、政府財産の濫費。

これに加えて、技術的な欠陥として次の点が指摘された。
- 職務分類が機能よりも個人的なものに基づいていること。
- 公平な苦情処理機関を欠いていること。
- 非常に複雑、不公平でしかも高額な手当制度。
- 責任ないしは地位の高低と不釣り合い・不適切な俸給。
- 職員過剰。
- 非論理的で非現実的な退職制度。
- 的はずれの研修講座。
- 理にかなった経済的手法よりも、恩情主義による不十分な内容の安全、保健、福祉政策。

また同勧告においては、政府から独立した強力な権限を有する中央行政人事機関としての「人事院」の設置や、公務員の争議行為の禁止などが謳われていた。

#### 国家公務員法の制定 - 政令201号の制定
前述のフーバー勧告に基づき、1947年10月21日に国家公務員法が公布された。しかしながら同法の内容は、人事委員会（原案の「人事院」の名称を衆議院の審議において「人事委員会」に修正）を内閣総理大臣の所管の下に置くものとし、労働基本権については争議行為の禁止が盛り込まれないなど、同勧告の大部分を採り入れていないものであった。
その後、公務員による労働運動は依然として衰えることなく、1948年8月7日には現業公務員及び非現業公務員の双方が参加するゼネストが予定されるなど、既に禁止されている非現業公務員による争議行為も、あたかも公然と認められるかのように捉えられる状況であった。
このような状況及び当時の公務員制度に不満を抱いていたGHQの最高司令官マッカーサーは、1948年7月22日に内閣総理大臣芦田均に対して、
- 公務員による争議行為及び団体交渉を禁止すること、
- 鉄道、専売事業等の現業部門を公共企業体として一般職から分離すること

を内容とする、国家公務員法の改正を示唆する旨の書簡を送った。
これを受けて内閣は、国家公務員法改正までの暫定措置として同年7月31日に、「昭和二十三年七月二十二日附内閣総理大臣宛連合国最高司令官書簡に基く臨時措置に関する政令」（政令201号）を公布、即日施行した（なお、同政令は昭和20年勅令第542号に基づくいわゆる「ポツダム命令」であり、1952年10月25日まで法的効力を有していた）。同政令は現業であると非現業であるとを問わず、一切の公務員について労働協約の締結を目的とする団体交渉権を有さずに、争議行為を禁止することを定めたものであり、これにより前述のゼネストを含め公務員による労働協約の締結を目的とする団体交渉権と争議行為は全て非合法のものとされた。

#### 政令201号に基づく立法
政令201号に基づき、改正国家公務員法が1948年12月3日に公布・即日施行され、国家公務員の労働基本権については、争議権の禁止、団体交渉権の制限、政治的行為の制限強化等がなされた。
また、国鉄及び専売事業を公共企業体としてその職員を国家公務員法の適用から除外するため、日本国有鉄道法及び日本専売公社法が1948年12月に制定され、1949年6月1日から施行された。公共企業体の職員の争議行為を禁止し、強制仲裁制度を設けるための公共企業体労働関係法（現在の特定独立行政法人の労働関係に関する法律）も併せて制定され、同日から施行された。
地方公務員については、1950年12月に地方公務員法が制定され、翌年2月から施行された。その内容は、国家公務員法におおむね準じたものとなっている。
さらに、地方公務員である企業職員・単純労務職員については、地方公営企業労働関係法（現在の地方公営企業等の労働関係に関する法律）が1952年7月に制定された。

### 警察職員等の労働基本権
以下の職種の公務員は、団結権・団体交渉権・団体行動権の全てが認められていない。
- 警察職員・消防職員
- 海上保安庁職員
- 刑事施設において勤務する職員
- 防衛省職員（自衛隊員）
- 裁判官

厳しい規律が求められる組織において、指揮命令系統の確保・組織秩序の維持という観点から労働基本権の制限が不可欠であるという考えから来ている。ILO87号条約（結社の自由及び団結権の保護に関する条約・日本は1965年6月14日に批准、1966年6月14日発効）においても、第9条第1項で「この条約に規定する保障を軍隊及び警察に適用する範囲は、国内法令で定める。」とされ、団結権を保障するか否かは各国の判断に委ねることとされている。
裁判官については、職務及び身分の特殊性から団結権等が認められないという見解が最高裁判所事務総局から出されている。
なお、監獄に近い性格を持つ少年院・少年鑑別所に勤務する法務教官には労働基本権が認められている。
消防職員、監獄職員の労働基本権に関する日本政府の見解については「#消防・監獄職員への団結権付与」を参照のこと。

### 労働基本権の制限に対する代償措置
公務員の労働基本権が制限されていることの代償措置として、措置要求制度がある。また政治的に中立かつ独立した行政委員会として国に人事院、地方公共団体には人事委員会又は公平委員会が置かれ、それぞれ人事行政の専門機関としての役割を果たしている。

### 日本国憲法第28条との関係
日本国憲法第28条が「勤労者の団結する権利及び団体交渉その他の団体行動をする権利は、これを保障する。」として、勤労者に労働基本権を認めていることとの関係から、団体行動権をはじめとした労働基本権を制限している公務員関係諸法の合憲性が長く裁判で争われてきた。
公務員の労働基本権に関する最高裁判所の判例はその時代背景とともに揺らぎを見せるが、昭和48年4月25日最高裁判所大法廷判決において関係諸法の一律合憲論に至り、司法上は一応の決着をみたかたちとなっている。

#### 公共の福祉・全体の奉仕者性による合憲論
政令201号と日本国憲法第28条の関係等が争われたいわゆる「政令201号事件」について、最高裁判所は次のように説示し、公共の福祉の観点及び公務員が全体の奉仕者たるが故に、公務員の争議を禁止した政令201号は日本国憲法第28条に違反しないとした。
「国民の権利はすべて公共の福祉に反しない限りにおいて立法その他の国政の上で最大の尊重をすることを必要とするのであるから、憲法二八条が保障する勤労者の団結する権利及び団体交渉その他の団体行動をする権利も公共の福祉のために制限を受けるのは已を得ないところである。殊に国家公務員は、国民全体の奉仕者として（憲法一五条）公共の利益のために勤務し、且つ職務の遂行に当つては全力を挙げてこれに専念しなければならない（国家公務員法九六条一項）性質のものであるから、団結権団体交渉権等についても、一般の勤労者とは違つて特別の取扱を受けることがあるのは当然である。」（昭和28年4月8日最高裁判所大法廷判決）

#### 限定的合憲論（合憲限定解釈）
公共企業体等労働関係法（公労法）17条1項と日本国憲法第28条の関係等が争われたいわゆる「全逓東京中郵事件」について、最高裁判所は次のように説示し、従前の公共の福祉等を理由とした全面的な合憲論から、実質的に判例を変更した。すなわち、憲法第28条の労働基本権の保障については公務員にも基本的には及ぶものとし、労働基本権を制約する法規定は諸事項について一定の考慮がなされてはじめて合憲であるとする「限定的合憲論（合憲限定解釈）」を採ったのである。
「労働基本権は、たんに私企業の労働者だけについて保障されるのではなく、公共企業体の職員はもとよりのこと、国家公務員や地方公務員も、憲法二八条にいう勤労者にほかならない以上、原則的には、その保障を受けるべきものと解される。「公務員は、全体の奉仕者であつて、一部の奉仕者ではない」とする憲法一五条を根拠として、公務員に対して右の労働基本権をすべて否定するようなことは許されない。ただ、公務員またはこれに準ずる者については、後に述べるように、その担当する職務の内容に応じて、私企業における労働者と異なる制約を内包しているにとどまると解すべきである。」
「勤労者の団結権・団体交渉権・争議権等の労働基本権は、すべての勤労者に通じ、その生存権保障の理念に基づいて憲法二八条の保障するところであるが、これらの権利であつて、もとより、何らの制約も許されない絶対的なものではないのであつて、国民生活全体の利益の保障という見地からの制約を当然の内在的制約として内包しているものと解釈しなければならない。しかし、具休的にどのような制約が合憲とされるかについては、諸般の条件、ことに左の諸点を考慮に入れ、慎重に決定する必要がある。
（1）労働基本権の制限は、労働基本権を尊重確保する必要と国民生活全体の利益を維持増進する必要とを比較衡量して、両者が適正な均衡を保つことを目途として決定すべきてあるが、労働基本権が勤労者の生存権に直結し、それを保障するための重要な手段である点を考慮すれば、その制限は、合理性の認められる必要最小限度のものにとどめなければならない。
（2）労働基本権の制限は、勤労者の提供する職務または業務の性質が公共性の強いものであり、したがつてその職務または業務の停廃が国民生活全体の利益を害し、国民生活に重大な障害をもたらすおそれのあるものについて、これを避けるために必要やむを得ない場合について考慮されるべきである。
（3）労働基本権の制限違反に伴う法律効果、すなわち、違反者に対して課せられる不利益については、必要な限度をこえないように、十分な配慮がなされなければならない。とくに、勤労者の争議行為等に対して刑事制裁を科することは、必要やむを得ない場合に限られるべきであり、同盟罷業、怠業のような単純な不作為を刑罰の対象とするについては、特別に慎重でなければならない。（中略）
（4）職務または業務の性質上からして、労働基本権を制限することがやむを得ない場合には、これに見合う代償措置が講ぜられなければならない。」（昭和41年10月26日最高裁判所大法廷判決）

#### 一律禁止合憲論
全農林労働組合の役員たる被告人が、警察官職務執行法の改正に反対する目的で、約2500名の農林省の職員に対し職場大会への参加を慫慂した行為等が、国家公務員法（昭和40年法律第69号による改正前のもの）第98条第5項（争議行為の禁止）・第110条第1項17号（争議行為のあおり等禁止）の罪にあたるとして起訴され、同条項と日本国憲法第28条の関係等が争われたいわゆる「全農林警職法事件」について、最高裁は次のように説示し、前述の合憲限定解釈を否定した。すなわち、最高裁判所は同判決で、日本国憲法第28条による労働基本権の保障は原則として公務員にも及ぶことを認めるものの、
- 公務員の争議行為は使用者たる国民全体の共同利益に重大な影響を及ぼす
- 公務員の勤務条件は国会の制定する法律と予算により民主的に決定されるものであり、公務員の争議行為は議会制民主主義に背馳し、国会の議決権を侵す虞がある
- 私企業における労使交渉であるようなロックアウトや、市場の抑制力による歯止めが、公務員の争議行為にあっては働かない
- 既に労働基本権の制約に対する代償措置が設けられている

ことを理由とし、日本国憲法第13条の公共の福祉による制約により、争議行為を一律に禁止する国家公務員法の規定を合憲としたのである。（昭和48年4月25日最高裁判所大法廷判決）

### ILO勧告
2001年12月25日に閣議決定された「公務員制度改革大綱」において、「公務の安定的・継続的な運営の確保の観点、国民生活へ与える影響の観点などを総合的に勘案し、公務員の労働基本権の制約については、今後もこれに代わる相応の措置を確保しつつ、現行の制約を維持する」とされたことについて、平成14年2月に連合等、同年3月に全労連及び自治労連が「公務員制度改革は、労働者団体との適切な協議なしに進められているものであり、現行の公務員制度法令を更に改悪し、十分な代償なしに公務員の労働基本権制約を保持するものである」として、ILO結社の自由委員会に申立てを行った。
これに対して2002年11月21日に同委員会において、ILO結社の自由委員会中間報告（第2177号、第2183号案件）が採択され、日本政府に対して勧告が出された（結社の自由委員会第329次報告）。
2009年9月成立の鳩山由紀夫内閣はこの勧告を受け、2010年1月に「消防職員への団結権付与」について総務省で検討することを決めた。なお民主党はマニフェストで「公務員の労働基本権回復」を宣言していた。しかし2011年1月、菅第1次改造内閣は見送りを決定。理由として“実際にストが打たれた場合の国民生活への影響を考慮した”としている。
2017年10月に結成された立憲民主党も公務員の労働基本権の回復を掲げている。

#### 団体交渉権とストライキ権の付与
同中間報告はILO98号条約（団結権及び団体交渉権についての原則の適用に関する条約・日本は1953年10月20日に批准）との関係から、日本政府に対して「国の行政に直接従事しない公務員への、結社の自由の原則に沿った団体交渉権及びストライキ権の付与」を勧告した。
同勧告に対し、日本政府は以下のとおり見解を示し、ILOの見解を認識しつつも、日本の歴史的背景や公務員における労使関係の状況等を踏まえ、国民全体の共同利益の見地から労働基本権の制約は免れ得ないとしている。
「公務員の労働基本権については、その地位の特殊性と職務の公共性に鑑み、国民全体の共同利益の保障という見地から、一定の制約のもとに置かれているところである。一方、公務員も勤労者であり、その生存権保障の見地から、人事院勧告制度等の代償措置が講じられているところである。
最高裁判所においても、労働基本権を保障する憲法28条の規定は公務員にも適用されるが、この権利は国民全体の共同利益の保障の見地から制約を免れ得ないものであり、また、労働基本権制約に対する適切な代償措置が講じられていることから、公務員の争議行為を禁止した法律の各規定は違憲ではない旨判示するとともに団体交渉権についても同様の判示がなされているところである。
公務員の労働基本権制約に関するILOの見解は十分認識しているが、公務員の争議行為制約の範囲等については、各国の歴史的背景や公務員労使関係の状況等諸般の事情を考慮して決めるべきものであると考える。」

#### 消防・監獄職員への団結権付与
同じく中間報告において「消防職員及び監獄において勤務する職員への、自ら選択する団体を設立する権利の付与」が勧告されているが、これに対して日本政府は以下のとおり見解を示し、消防職員及び監獄職員の任務はILO第87号条約第9条の「警察」に含まれるとしている。

消防職員
「日本の消防は、火災、風水害、地震等の災害が多発する国土の特殊な条件下で、交通制限権、付近にいる者の協力要請権、住宅侵入権、消火活動中の緊急措置権として近隣建物を破壊する権限を行使しつつ、火災を予防し、警戒し及び鎮圧し、国民の生命身体及び財産を火災から保護するとともに、火災又は地震等の災害による被害を軽減し、もって安寧秩序を保持し、社会公共の福祉の増進に資することを目的とする。こうした業務内容や歴史的沿革、運営状況から、日本の消防は保安警察の一部と解されており、ILO第87号条約第9条の「警察」に含まれるものである。
このことは、結社の自由委員会第12次報告および第54次報告が認めるところであり、このようにILOが我が国の見解を認めたことから、当該条約を批准したものである。このような経緯からも、日本の消防職員の団結禁止はILO条約に違反するものではない。
消防職員の団結権問題は国内問題として解決すべき問題であり、1995年、旧自治省及び消防庁と地方公務員の代表的労働組合である全日本自治団体労働組合（自治労）の合意の下、勤務条件の決定等への消防職員の参加を保障し、その権利保護の趣旨に沿い、かつ国民的コンセンサスが得られる解決策として消防職員委員会制度が導入された。なお、ILOにおいて、このような解決策を合意したことを満足をもって歓迎するとされ、その合意内容を反映した法改正等を行うことを要請されたところである（1995年）。
政府としては、当該制度が円滑に運用され、定着し、効果を上げることが最も重要であると認識している。」
刑事施設において勤務する職員
「監獄（現・刑事施設）において勤務する職員は、拘禁刑に処せられた者、刑事被告人、被疑者及び死刑の言い渡しを受けた者を監獄に拘禁し、その拘禁を確保することにより、社会防衛を図るという任務を担っている。そのため、職員に強固な統制と厳格な規律が求められるとともに、職務上の指揮命令系統が厳格に確保されることが必要不可欠である。このような監獄職員の任務は、ILO第87号条約第9条の趣旨にかんがみ、同条に言う警察に含まれているものと考える。」
以上の日本政府の反論に対してILOは、日本自治体労働組合総連合（自治労連）と消防職員ネットワーク（ＦＦＮ）が2008年10月13日提出した、「消防職員委員会制度の実情」報告を検証した結果、消防職員の団結権に関して実質的に前進していないことに、結果として「消防職員委員会の役割には、制約があることが明らかになった」とし、「消防職員に対する団結権を確実に保障するために、すでに行われているか、検討されている法的追加措置について次回報告で示すこと」と疑義を呈している。
なお、PFIの結果として、全国4か所の「民活刑務所」においては、「団結権すら有しない公務員たる刑務所職員と、争議権まで有する民間委託企業の労働者が同じ刑務所内で就労するという事態」になっている旨、濱口桂一郎により指摘されている。

## 団体行動権
団体行動権に関連して、政治目的での団体行動や、争議行為の一環として使用者の生産設備を勤労者が奪取する行為（生産管理と呼ばれる）が憲法28条の保障する団体行動に含まれるかについては争いがある。判例はいずれも消極に解する。
政治目的での団体行動の例として、自衛隊の派遣地域からの撤退を求めて行うストライキや、使用者であるZ社が武器禁輸原則の撤廃を政府に働きかけて、収益の拡大を目指す方針を掲げたことに反発した組合が行うストライキ、有事の際に協力義務を課せられる船員の組合が法律の改廃を求めて行うストライキなどが挙げられる。
政治目的での争議行為が憲法28条の保障の外にあると解される理由は団体行動権の趣旨・沿革にある。団体行動権の趣旨は、使用者よりも劣位にある被用者が給与、勤務時間、休暇などの雇用条件について使用者と交渉するにあたって、実質的に対等、平等の立場に立つための基盤を確保し、もって労働者の経済的地位の向上を目指す点にある。しかし、政治目的での団体行動は、使用者との交渉による雇用条件の改善を目指して行われるものではない。それゆえ政治目的での団体行動は憲法28条によって保障されないとされている。
もっとも政治目的での団体行動といえども、政治問題が直接又は間接に雇用条件に影響を及ぼすことは否定できないことに鑑みると、それを全く保障されないものとしてしまうことには問題がないわけではない。上の例で言えば武器輸出の拡大によって勤務時間が延長されたり、武器を国外に輸出されることによって勤労者の精神衛生に悪影響を及ぼすということもあり得るであろうし、危険な戦闘地域での輸送業務への従事は勤務内容そのものである。このため直接的影響がある場合には政治目的での団体行動は憲法による保障を受けるとしたり、あらゆる政治目的での団体行動が憲法28条によって保障されているとする見解も主張されている。
生産管理の手法は、大きく分けて二つあり、工場などを占拠して生産活動を不能にする行為と、工場を労働者が占拠するのみならず、生産活動を労働者自らが行い、その収益を労働者に分配する行為の二つの類型がある。いずれの行為も使用者の私有財産を侵害するものであって、許されないとするのが一般的である。もっとも団体行動の代表例であるストライキ（同盟罷業・怠業）においても使用者が生産設備を活用できないという私有財産の制約は生じうるのであるから（ストは生産管理と異なり、設備は使用者の支配下にあるので、物理的には別の人間を連れてきて生産活動に従事させることができるが、まず無理である。したがって私有財産の制約という意味ではストと生産管理に差はないというのである）生産管理だけを特別視して保障の対象外とすることへの反対論もある。